# Großer Preis von Monaco 1985
Der Große Preis von Monaco 1985 (offiziell 41e Grand Prix de Monaco) fand am 19. Mai auf dem Circuit de Monaco in Monte Carlo statt und war das vierte Rennen der Formel-1-Weltmeisterschaft 1985.

## Berichte

### Hintergrund
Nach dem Großen Preis von San Marino gelang es dem Team Toleman mit finanzieller Unterstützung des neuen, für drei Jahre unter Vertrag genommenen Hauptsponsors Benetton, ein Reifenkontingent bei Pirelli zu erwerben, wodurch Teo Fabi mit dem neuen Toleman TG185 verspätet in die WM-Saison einsteigen konnte. Da sich der Reifenhersteller jedoch weiterhin weigerte, mehr als sechs Teams gleichzeitig auszustatten, musste im Gegenzug Spirit-Pilot Mauro Baldi auf die Teilnahme am Großen Preis von Monaco verzichten. Das Team verschwand daraufhin nach nur 25 Grand-Prix-Teilnahmen endgültig aus der Formel 1. Auch Baldi beendete seine Grand-Prix-Karriere und konzentrierte sich fortan auf die Sportwagen-Weltmeisterschaft.

### Training
Zum dritten Mal in Folge sicherte sich Ayrton Senna die Pole-Position. Nigel Mansell folgte vor Michele Alboreto und Eddie Cheever. Alain Prost und Thierry Boutsen bildeten die dritte Startreihe vor Keke Rosberg und Andrea de Cesaris.
Da nur 20 Fahrzeuge zum Rennen auf dem engen Stadtkurs zugelassen wurden, verfehlten sechs Piloten die Qualifikation.

### Rennen
Senna verteidigte zunächst seine Spitzenposition gegenüber Mansell und Alboreto sowie Prost, der auf dem Weg zur ersten Kurve Cheever überholt hatte. Weiter hinten im Feld kollidierten Patrick Tambay und Stefan Johansson mit Gerhard Berger, dessen Motor nach wenigen Metern plötzlich versagte. Für alle drei Beteiligten war das Rennen dadurch beendet, wobei Johansson die erste Runde trotz einer defekten Aufhängung zu Ende fuhr.
Bis zur fünften Runde fiel Mansell bis auf den siebten Rang hinter Elio de Angelis und Rosberg zurück. Diese Reihenfolge blieb daraufhin bis zur 14. Runde konstant. Dann schied jedoch der Führende Senna aufgrund eines Motorschadens aus. Alboreto gelangte dadurch in Führung.
In der 17. Runde kam es zu einer heftigen Kollision zwischen Nelson Piquet und Riccardo Patrese im Bereich der Sainte Dévote, wodurch beide Piloten ausschieden. Alboreto kam kurz darauf auf Öl, welches die beiden stark beschädigten Wagen verloren hatten, ins Rutschen und musste einen weiteren Bogen zurücklegen, als der ihm unmittelbar folgende Prost, der dadurch in Führung gelangte. Niki Lauda wurde ebenfalls von der Ölspur überrascht, drehte sich und schied aus.
Nachdem er kurzzeitig wieder die Führung übernommen hatte, musste Alboreto in Runde 32 aufgrund eines Reifenschadens, der aus dem Überfahren von Trümmerteilen resultierte, einen Boxenstopp einlegen, der ihn auf den vierten Rang hinter Prost, de Angelis und de Cesaris zurückwarf. Bis zum Ende des Rennens kämpfte er sich wieder an seinen beiden Landsmännern vorbei bis auf den zweiten Rang hinter dem siegreichen Prost.

## Meldeliste
| Team                           | Nr. | Fahrer             | Chassis         | Motor                         | Reifen |
| ------------------------------ | --- | ------------------ | --------------- | ----------------------------- | ------ |
| Marlboro McLaren International | 01  | Niki Lauda         | McLaren MP4/2B  | TAG/Porsche TTE PO1 1.5 V6t   | G      |
| Marlboro McLaren International | 02  | Alain Prost        | McLaren MP4/2B  | TAG/Porsche TTE PO1 1.5 V6t   | G      |
| Tyrrell Racing Organisation    | 03  | Martin Brundle     | Tyrrell 012     | Ford Cosworth DFY 3.0 V8      | G      |
| Tyrrell Racing Organisation    | 04  | Stefan Bellof      | Tyrrell 012     | Ford Cosworth DFY 3.0 V8      | G      |
| Canon Williams Honda Team      | 05  | Nigel Mansell      | Williams FW10   | Honda RA163-E 1.5 V6t         | G      |
| Canon Williams Honda Team      | 06  | Keke Rosberg       | Williams FW10   | Honda RA163-E 1.5 V6t         | G      |
| Motor Racing Developments      | 07  | Nelson Piquet      | Brabham BT54    | BMW M12/13 1.5 L4t            | P      |
| Motor Racing Developments      | 08  | François Hesnault  | Brabham BT54    | BMW M12/13 1.5 L4t            | P      |
| Skoal Bandit Formula 1 Team    | 09  | Manfred Winkelhock | RAM 03          | Hart 415T 1.5 L4t             | P      |
| Skoal Bandit Formula 1 Team    | 10  | Philippe Alliot    | RAM 03          | Hart 415T 1.5 L4t             | P      |
| John Player Special Team Lotus | 11  | Elio de Angelis    | Lotus 97T       | Renault EF4 1.5 V6t           | G      |
| John Player Special Team Lotus | 12  | Ayrton Senna       | Lotus 97T       | Renault EF4 1.5 V6t           | G      |
| Équipe Renault Elf             | 15  | Patrick Tambay     | Renault RE60    | Renault EF4B 1.5 V6t          | G      |
| Équipe Renault Elf             | 16  | Derek Warwick      | Renault RE60    | Renault EF4B 1.5 V6t          | G      |
| Barclay Arrows BMW             | 17  | Gerhard Berger     | Arrows A8       | BMW M12/13 1.5 L4t            | G      |
| Barclay Arrows BMW             | 18  | Thierry Boutsen    | Arrows A8       | BMW M12/13 1.5 L4t            | G      |
| Toleman Group Motorsport       | 19  | Teo Fabi           | Toleman TG185   | Hart 415T 1.5 L4t             | P      |
| Benetton Team Alfa Romeo       | 22  | Riccardo Patrese   | Alfa Romeo 185T | Alfa Romeo 890T 1.5 V8t       | G      |
| Benetton Team Alfa Romeo       | 23  | Eddie Cheever      | Alfa Romeo 185T | Alfa Romeo 890T 1.5 V8t       | G      |
| Osella Squadra Corse           | 24  | Piercarlo Ghinzani | Osella FA1G     | Alfa Romeo 890T 1.5 V8t       | P      |
| Équipe Ligier                  | 25  | Andrea de Cesaris  | Ligier JS25     | Renault EF4B 1.5 V6t          | P      |
| Équipe Ligier                  | 26  | Jacques Laffite    | Ligier JS25     | Renault EF4B 1.5 V6t          | P      |
| Scuderia Ferrari SpA SEFAC     | 27  | Michele Alboreto   | Ferrari 156/85  | Ferrari 031 1.5 V6t           | G      |
| Scuderia Ferrari SpA SEFAC     | 28  | Stefan Johansson   | Ferrari 156/85  | Ferrari 031 1.5 V6t           | G      |
| Minardi F1 Team                | 29  | Pierluigi Martini  | Minardi M185    | Motori Moderni 615-90 1.5 V6t | P      |
| West Zakspeed Racing           | 30  | Jonathan Palmer    | Zakspeed 841    | Zakspeed 1500/4 1.5 L4t       | G      |

## Klassifikationen

### Qualifying
| Pos. | Fahrer             | Konstrukteur           | Qualifikationstraining 1 | Qualifikationstraining 1 | Qualifikationstraining 2 | Qualifikationstraining 2 | Start |
| Pos. | Fahrer             | Konstrukteur           | Zeit                     | Ø-Geschwindigkeit        | Zeit                     | Ø-Geschwindigkeit        | Start |
| ---- | ------------------ | ---------------------- | ------------------------ | ------------------------ | ------------------------ | ------------------------ | ----- |
| 01   | Ayrton Senna       | Lotus-Renault          | 1:21,630                 | 146,064 km/h             | 1:20,450                 | 148,206 km/h             | 01    |
| 02   | Nigel Mansell      | Williams-Honda         | 1:22,650                 | 144,261 km/h             | 1:20,536                 | 148,048 km/h             | 02    |
| 03   | Michele Alboreto   | Ferrari                | 1:22,630                 | 144,296 km/h             | 1:20,563                 | 147,998 km/h             | 03    |
| 04   | Eddie Cheever      | Alfa Romeo             | 1:22,755                 | 144,078 km/h             | 1:20,729                 | 147,694 km/h             | 04    |
| 05   | Alain Prost        | McLaren-TAG-Porsche    | 1:22,270                 | 144,928 km/h             | 1:20,885                 | 147,409 km/h             | 05    |
| 06   | Thierry Boutsen    | Arrows-BMW             | 1:24,510                 | 141,086 km/h             | 1:21,302                 | 146,653 km/h             | 06    |
| 07   | Keke Rosberg       | Williams-Honda         | 1:23,099                 | 143,482 km/h             | 1:21,320                 | 146,621 km/h             | 07    |
| 08   | Andrea de Cesaris  | Ligier-Renault         | 1:22,992                 | 143,667 km/h             | 1:21,347                 | 146,572 km/h             | 08    |
| 09   | Elio de Angelis    | Lotus-Renault          | 1:23,319                 | 143,103 km/h             | 1:21,465                 | 146,360 km/h             | 09    |
| 10   | Derek Warwick      | Renault                | 1:23,524                 | 142,752 km/h             | 1:21,531                 | 146,241 km/h             | 10    |
| 11   | Gerhard Berger     | Arrows-BMW             | 1:24,293                 | 141,449 km/h             | 1:21,665                 | 146,001 km/h             | 11    |
| 12   | Riccardo Patrese   | Alfa Romeo             | 1:22,145                 | 145,148 km/h             | 1:21,813                 | 145,737 km/h             | 12    |
| 13   | Nelson Piquet      | Brabham-BMW            | 1:23,548                 | 142,711 km/h             | 1:21,817                 | 145,730 km/h             | 13    |
| 14   | Niki Lauda         | McLaren-TAG-Porsche    | 1:22,897                 | 143,832 km/h             | 1:21,907                 | 145,570 km/h             | 14    |
| 15   | Stefan Johansson   | Ferrari                | 1:23,163                 | 143,371 km/h             | 1:22,635                 | 144,288 km/h             | 15    |
| 16   | Jacques Laffite    | Ligier-Renault         | 1:26,681                 | 137,553 km/h             | 1:22,880                 | 143,861 km/h             | 16    |
| 17   | Patrick Tambay     | Renault                | 1:24,473                 | 141,148 km/h             | 1:22,912                 | 143,805 km/h             | 17    |
| 18   | Martin Brundle     | Tyrrell-Ford           | 1:26,499                 | 137,842 km/h             | 1:23,827                 | 142,236 km/h             | 18    |
| 19   | Jonathan Palmer    | Zakspeed               | 1:41,564                 | 117,396 km/h             | 1:23,840                 | 142,214 km/h             | 19    |
| 20   | Teo Fabi           | Toleman-Hart           | 1:26,243                 | 138,251 km/h             | 1:23,965                 | 142,002 km/h             | 20    |
| DNQ  | Piercarlo Ghinzani | Osella-Alfa Romeo      | 1:26,230                 | 138,272 km/h             | 1:24,071                 | 141,823 km/h             | –     |
| DNQ  | Stefan Bellof      | Tyrrell-Ford           | 1:26,214                 | 138,298 km/h             | 1:24,236                 | 141,545 km/h             | –     |
| DNQ  | Philippe Alliot    | RAM-Hart               | 1:28,026                 | 135,451 km/h             | 1:24,763                 | 140,665 km/h             | –     |
| DNQ  | Manfred Winkelhock | RAM-Hart               | 1:26,182                 | 138,349 km/h             | 1:24,764                 | 140,663 km/h             | –     |
| DNQ  | François Hesnault  | Brabham-BMW            | 1:27,505                 | 136,257 km/h             | 1:25,068                 | 140,161 km/h             | –     |
| DNQ  | Pierluigi Martini  | Minardi-Motori Moderni | 6:41,037                 | 29,731 km/h              | keine Zeit               | –                        | –     |

### Rennen
| Pos. | Fahrer            | Konstrukteur        | Runden | Stopps | Zeit        | Start | Schnellste Runde |
| ---- | ----------------- | ------------------- | ------ | ------ | ----------- | ----- | ---------------- |
| 01   | Alain Prost       | McLaren-TAG-Porsche | 78     | 0      | 1:51:58,034 | 05    | 1:23,898 (66.)   |
| 02   | Michele Alboreto  | Ferrari             | 78     | 1      | + 7,541     | 03    | 1:22,637 (60.)   |
| 03   | Elio de Angelis   | Lotus-Renault       | 78     | 0      | + 1:27,171  | 09    | 1:24,434 (47.)   |
| 04   | Andrea de Cesaris | Ligier-Renault      | 77     | 0      | + 1 Runde   | 08    | 1:24,554 (58.)   |
| 05   | Derek Warwick     | Renault             | 77     | 0      | + 1 Runde   | 10    | 1:25,305 (42.)   |
| 06   | Jacques Laffite   | Ligier-Renault      | 77     | 0      | + 1 Runde   | 16    | 1:24,788 (51.)   |
| 07   | Nigel Mansell     | Williams-Honda      | 77     | 0      | + 1 Runde   | 02    | 1:24,673 (59.)   |
| 08   | Keke Rosberg      | Williams-Honda      | 76     | 1      | + 2 Runden  | 07    | 1:24,617 (62.)   |
| 09   | Thierry Boutsen   | Arrows-BMW          | 76     | 2      | + 2 Runden  | 06    | 1:25,631 (43.)   |
| 10   | Martin Brundle    | Tyrrell-Ford        | 74     | 1      | + 4 Runden  | 18    | 1:26,131 (57.)   |
| 11   | Jonathan Palmer   | Zakspeed            | 74     | 1      | + 4 Runden  | 19    | 1:26,653 (57.)   |
| –    | Niki Lauda        | McLaren-TAG-Porsche | 17     | 0      | DNF         | 14    | 1:25,842 (16.)   |
| –    | Riccardo Patrese  | Alfa Romeo          | 16     | 0      | DNF         | 12    | 1:27,723 (06.)   |
| –    | Nelson Piquet     | Brabham-BMW         | 16     | 0      | DNF         | 13    | 1:27,124 (05.)   |
| –    | Teo Fabi          | Toleman-Hart        | 16     | 0      | DNF         | 20    | 1:26,717 (09.)   |
| –    | Ayrton Senna      | Lotus-Renault       | 14     | 0      | DNF         | 01    | 1:24,803 (07.)   |
| –    | Eddie Cheever     | Alfa Romeo          | 10     | 1      | DNF         | 04    | 1:26,548 (10.)   |
| –    | Stefan Johansson  | Ferrari             | 1      | 1      | DNF         | 15    | 2:31,095 (01.)   |
| –    | Gerhard Berger    | Arrows-BMW          | 0      | 0      | DNF         | 11    | –                |
| –    | Patrick Tambay    | Renault             | 0      | 0      | DNF         | 17    | –                |

## WM-Stände nach dem Rennen
Die ersten sechs des Rennens bekamen 9, 6, 4, 3, 2 bzw. 1 Punkt(e). In der Fahrerwertung wurden die besten elf Resultate, in der Konstrukteurswertung alle Resultate gewertet.

### Fahrerwertung
| Pos. | Fahrer            | Konstrukteur           | Punkte |
| ---- | ----------------- | ---------------------- | ------ |
| 01   | Elio de Angelis   | Lotus-Renault          | 20     |
| 02   | Alain Prost       | McLaren-TAG-Porsche    | 18     |
| 03   | Michele Alboreto  | Ferrari                | 18     |
| 04   | Patrick Tambay    | Renault                | 10     |
| 05   | Ayrton Senna      | Lotus-Renault          | 9      |
| 06   | Thierry Boutsen   | Arrows-BMW             | 6      |
| 07   | Nigel Mansell     | Williams-Honda         | 4      |
| 08   | Niki Lauda        | McLaren-TAG-Porsche    | 3      |
| 09   | René Arnoux       | Ferrari                | 3      |
| 10   | Andrea de Cesaris | Ligier-Renault         | 3      |
| 11   | Derek Warwick     | Renault                | 2      |
| 12   | Jacques Laffite   | Ligier-Renault         | 2      |
| 13   | Stefan Johansson  | Ferrari / Tyrrell-Ford | 1      |
| 14   | Stefan Bellof     | Tyrrell-Ford           | 1      |

| Pos. | Fahrer             | Konstrukteur      | Punkte |
| ---- | ------------------ | ----------------- | ------ |
| 15   | Martin Brundle     | Tyrrell-Ford      | 0      |
| 16   | Nelson Piquet      | Brabham-BMW       | 0      |
| 17   | Keke Rosberg       | Williams-Honda    | 0      |
| 18   | Piercarlo Ghinzani | Osella-Alfa Romeo | 0      |
| 19   | Philippe Alliot    | RAM-Hart          | 0      |
| 20   | Jonathan Palmer    | Zakspeed          | 0      |
| 21   | Manfred Winkelhock | RAM-Hart          | 0      |
| –    | Gerhard Berger     | Arrows-BMW        | 0      |
| –    | Eddie Cheever      | Alfa Romeo        | 0      |
| –    | Pierluigi Martini  | Minardi-Ford      | 0      |
| –    | Riccardo Patrese   | Alfa Romeo        | 0      |
| –    | François Hesnault  | Brabham-BMW       | 0      |
| –    | Mauro Baldi        | Spirit-Hart       | 0      |
| –    | Teo Fabi           | Toleman-Hart      | 0      |

### Konstrukteurswertung
| Pos. | Konstrukteur        | Punkte |
| ---- | ------------------- | ------ |
| 01   | Lotus-Renault       | 29     |
| 02   | Ferrari             | 22     |
| 03   | McLaren-TAG-Porsche | 21     |
| 04   | Renault             | 12     |
| 05   | Arrows-BMW          | 6      |
| 06   | Ligier-Renault      | 5      |
| 07   | Williams-Honda      | 4      |
| 08   | Tyrrell-Ford        | 1      |

| Pos. | Konstrukteur      | Punkte |
| ---- | ----------------- | ------ |
| 09   | Brabham-BMW       | 0      |
| 10   | Osella-Alfa Romeo | 0      |
| 11   | RAM-Hart          | 0      |
| 12   | Zakspeed          | 0      |
| –    | Alfa Romeo        | 0      |
| –    | Minardi-Ford      | 0      |
| –    | Spirit-Hart       | 0      |
| –    | Toleman-Hart      | 0      |